# ミクマック象形文字
ミクマック象形文字（英：Míkmaq hieroglyphic writing）はカナダ東海岸に居住するアメリカ先住民であるミクマク族により使用された文字。
表語文字に音声要素が共に用いられていて（Schmidt & Marshall 1995）、古代エジプトのヒエログリフに類似して表語文字、アルファベット、表意文字としての情報を有する。

## 分類
研究者達は17世紀より知られている最初期のミクマクの「象形文字」が記憶補助のための絵文字ではなく文字体系なのかどうかを議論した。17世紀フランスの宣教師クレティアン・ル・クレルクはミクマク文字を教育目的に使用した。
1978年、スミソニアン協会人類学部のIves GoddardとWilliam Fitzhughは宣教師が来る以前の体系は単なる記憶補助に過ぎず文章を書くためには用いられなかったと主張した。SchmidtとMarshallは1995年、1600年代の宣教師による書記法は文字体系として完全に機能すると論じた。これが示すのはミクマクがアングロアメリカの原住民の言語の中で最古の文字を有していたという事である。

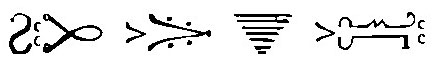
ミクマック象形文字によって書かれた堅信式の文章。Koqoey nakla msɨt telikaqumilálaji?と読み、直訳すると「なぜ / それら / 全て / 後に彼は彼らにそれをする」、「なぜそれらの手順のそれぞれが必要か」という意味になる。

## 起源
1675年よりヌーヴェルフランス・ガスペ半島のローマ・カトリックの宣教師であったル・クレルク神父は、ミクマクの子供が記憶補助のために樺の皮に符号を「書いている」と主張した。それは往々にしてヤマアラシの棘を樹皮に記号の形に直接押し当てる事でなされた。ル・クレルクはそれらの符号を祈りを書くために採用し、必要に応じて新しい符号を考案した。
この文字はミクマク族の間で一般的であった事が立証されており、19世紀まで使用されていた。
宣教師の来訪以前にこれらの符号の使用の歴史的・考古学的証拠はなく、記憶補助のための符号の使用がどれだけ昔からあったのかは明確ではない。また、これらの符号とミクマクのペトログリフとの関係も不詳である。
生物学者にしてアマチュア碑銘研究者であったバリー・フェルはいくつかの先コロンブス期のアメリカ大陸の碑文がヨーロッパ人によって書かれたと主張していて、ミクマック象形文字の起源は先コロンブス期だけではなくエジプトにあると論じた。主流の碑銘学者などはフェルの主張を無根拠であるとして否定した。（Goddard & Fitzhugh, Schmidt & Marshall）

## 例

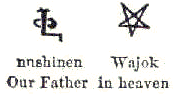
ミクマック象形文字で書かれた主の祈りの冒頭。
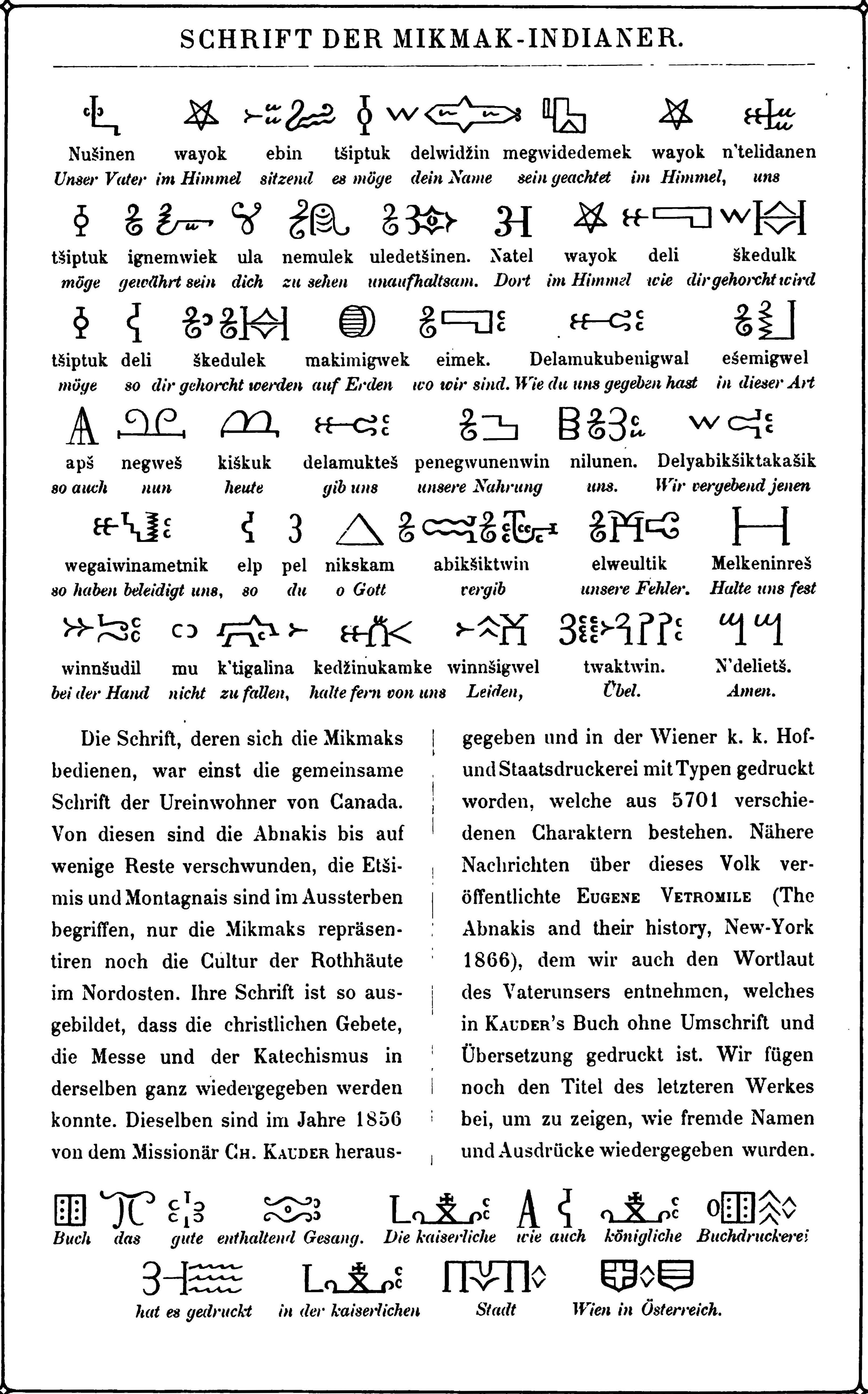
Das Buch der Schrift（Carl Faulmann; 1880）より